# باري بيري
باري بيري (بالإنجليزية: Barry Perry)‏ هو لاعب كرة قدم أسترالية أسترالي، ولد في 2 أبريل 1939، وتوفي في 2 يونيو 2013.

## وصلات خارجية
- باري بيري على موقع AustralianFootball.com (الإنجليزية)
- باري بيري على موقع AFLtables.com (الإنجليزية)